# Jorn Barger

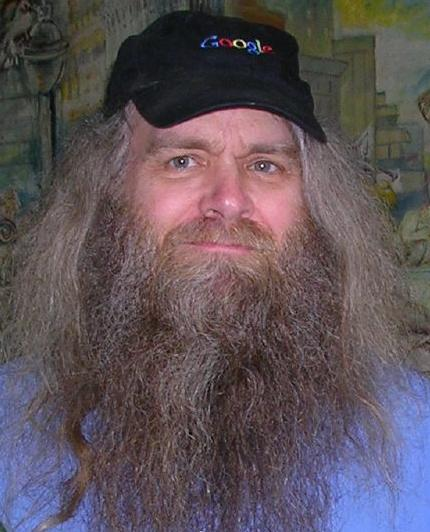
Jorn Barger.

Jorn Barger (nacido en Yellow Springs, Ohio, Estados Unidos en 1953, es un escritor estadounidense, gran conocedor de Internet y editor de Robot Wisdom. Es particularmente conocido por haber acuñado el término "weblog", describiéndolo como "anotar (sobre) la red" ("logging the web"), es decir, mantener una bitácora de enlaces interesantes.
En los últimos años ha suscitado controversia al ser acusado, varias veces, de antisemitismo.